# Seznam japonskih fizikov
Seznam japonskih fizikov.

## A
- Jošiaki Arata (荒田 吉明) (1924 – 2018)
- Akito Arima (有馬 朗人) (1930 – 2020)

## Č
- Taksu Čeon (1958 –)

## E
- Leo Esaki (江崎 玲於奈) (1925 –)  1973

## F
- Micutaka Fudžita (藤田光孝) (1959 – 1998)

## H
- Izuo Hajaši (林厳雄) (1922 – 2005)
- Akira Hasegawa (1964 –) (jap.-amer.)
- Hisashi Hirabayashi (1943 –)

## I
- Sumio Iidžima (飯島 澄男) (1939 –)

## J
- Kendžiro Jamakava (山川健次郎) (1854 – 1931)
- Takahiko Jamanuči (Takahiko Yamanouchi) (1902 – 1986)
- Hideki Jukava (湯川 秀樹) (1907 – 1981)  1949

## K
- Takaaki Kadžita (梶田 隆章) (1959 –)  2015
- Makoto Kobajaši (小林 誠) (1944 –)  2008
- Jošio Koide (小出 義夫) (1946 –)
- Džun Kondo (近藤 淳; Jun Kondō) (1930 – 2022)
- Masatoši Košiba (小柴 昌俊) (1926 – 2020)  2002
- Masao Kotani (1906 – 1993)
- Rjogo Kubo (久保 亮五) (1920 – 1995)

## M
- Syukuro Manabe (1931 –)   2021
- Tošihide Maskava/Masakawa (益川 敏英) (1940 – 2021)  2008
- Hironari Mijazava (宮沢 弘成) (1927 – 2023)
- Hitoši Murajama (村山斉) (1964 –)

## N
- Michio Nagai (1923 – 2000)
- Hantaro Nagaoka (長岡 半太郎) (1865 – 1950)
- Ukičiro Nakaja (中谷宇吉郎) (1900 – 1962)
- (Shuji Nakamura) (1954 –) (inženir, izumitelj)
- Joičiro Nambu (南部 陽一郎) (1921 – 2015)  2008
- Kazuhiko Nišidžima (西島 和彦) (1926 – 2009)
- Jošio Nišina (仁科芳雄) (1890 – 1951)
- Jun-iči Nišizava (西澤潤一) (1926 – 2018) (elektroinž.-izumitelj)

## O
- Hirosi Ooguri (1962 –)

## S
- Shoichi Sakata (1911 – 1970)
- Šigeo Satomura (里村茂夫) (1919 – 1960)
- Hirotaka Sugawara (1938 –)
- Atsuto Suzuki (1946 –)
- Masacugu Suzuki (1946 –) (japonsko-ameriški)
- Yōichirō Suzuki (鈴木 洋一郎) (1952 –)

## T
- Šohe Tanaka (田中正平) (1862 – 1945)
- Torahiko Terada (寺田 寅彦) (1878 – 1935)
- Jodži Tocuka /Yoji Totsuka (戸塚洋二) (1942 – 2008)
- Morikazu Toda (1917 – 2010)
- Šiničiro Tomonaga (朝永 振一郎) (1906 – 1979)  1965

## V
- Satoši Vatanabe (渡辺 慧) (1910 – 1993)